# Colin Davis

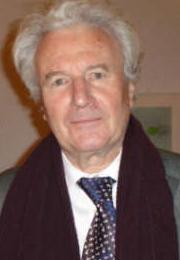
Sir Colin Davis (2007)

Sir Colin Rex Davis, CH, CBE (* 25. September 1927 in Weybridge; † 14. April 2013 in London) war ein englischer Dirigent.

## Leben
Colin Davis studierte zunächst Klarinette am Royal College of Music in London, wurde dann jedoch Dirigent. 1957 wurde er Dirigent des BBC Scottish Orchestra, 1961–1965 der Sadler’s Wells Opera (später English National Opera). 1967 wurde er Chefdirigent des BBC Symphony Orchestra.
1971–1986 war Davis Musikdirektor des Royal Opera House, wo er auch später immer wieder als Gastdirigent tätig war. 1977 und 1978 dirigierte er bei den Bayreuther Festspielen den Tannhäuser in der Regie von Götz Friedrich.
Von 1983 bis 1992 leitete Davis das Symphonieorchester des Bayerischen Rundfunks, das ihm 1993 die Karl-Amadeus-Hartmann-Medaille verlieh. 1994 dirigierte er den Chor und das Orchester der Hochschule für Musik München in einer konzertanten Aufführung der Zauberflöte, u. a. mit Jonas Kaufmann als Tamino. Von 1995 bis 2007 war er Chefdirigent des London Symphony Orchestra, 1998–2003 Gastdirigent des New York Philharmonic Orchestra.
Davis arbeitete von 1981 bis 2013 mit der Sächsischen Staatskapelle Dresden zusammen. Dies führte 1990 zu einer lebenslangen Ehrendirigentschaft und am 9. Mai 2013 zu einem Gedenkkonzert.
Neben seinen Interpretationen von Mozarts Werk zeichnete sich Sir Colin vor allem durch Einspielungen der Werke von Hector Berlioz und Jean Sibelius aus. Auch dirigierte er mehrere Uraufführungen von Werken des zeitgenössischen britischen Komponisten Michael Tippett.

## Auszeichnungen
- 1965: Commander of the British Empire CBE
- 1974: Ritter der französischen Ehrenlegion
- 1976: Commendatore della Repubblica Italiana
- 1979: Erhebung in den Ritterstand als Knight Bachelor („Sir“)[5]
- 1990: Kommandeur des Ordre des Arts et des Lettres
- 1992: Bayerischer Verdienstorden
- 1992: Kommandeur des Ordens des Löwen von Finnland
- 1994: Ehrenmitglied der Sächsischen Staatsoper Dresden
- 1999: Offizier der Ehrenlegion
- 1999: Bayerischer Maximiliansorden für Wissenschaft und Kunst
- 2001: Order of the Companions of Honour